# Quido Emil Kujal
Quido Emil Kujal (rodným jménem Emil Stanislav Kujal, 23. listopadu 1894 Dobruška – 17. září 1970 Praha) byl český filmový redaktor, dramatik a malíř. Byl průkopníkem filmové žurnalistiky v českých zemích.

## Život
Narodil se v Dobrušce ve východních Čechách jako Emil Stanislav Kujal. Původně pracoval jako bankovní úředník v Hradci Králové a v Praze. Kinematografii se začal aktivně věnovat od roku 1915, následně byl správcem, tajemníkem a ředitelem tří pražských kin, mj. Orient a Sanssouci. Od roku 1920 začal vytvářet filmovou rubriku pro deník Večerní České slovo, roku 1921 pak založil, vydával i redigoval odborný filmový týdeník Český Filmový Zpravodaj, pravděpodobně první česky psané periodikum zaměřené vyloženě na kinematografii. Stal se též jedním ze zakládajících členů Sdružení filmových novinářů.
Sledoval a orientoval se v zahraniční filmové tvorbě, přičemž vykonal několik pracovních cest po Evropě, kde pracoval v několika velkých filmových ateliérech. Několik jeho filmových námětů bylo zfilmováno, rovněž byl autorem divadelních her. 
Quido Emil Kujal zemřel 17. září 1970 v Praze.

## Dílo (výběr)

### Náměty a scénáře
- Nad propastí
- Cesty k výšinám
- Poslední polibek
- Syn hor

### Divadelní hry
- Muž, který si nasazuje parohy
- Mořský vzduch
- Útěk z paláce